# Mentheae
Mentheae je tribus biljaka iz porodica usnatica, dio potporodice Nepetoideae. Postoje pet podtribusa. Opisao ga je Dumort. 1827.
Tipični rod je Metvica (Mentha).

## Opis
Mentheae su najveće pleme u porodici Lamiaceae i ekonomski su važne, uključujući biljke poput metvice, kadulje i majčine dušice. Evolucijska povijest ovog plemena rekonstruirana je na temelju podataka ITS i trnL-trnF razmaknice sekvenci 71 vrste, što predstavlja 47 od 65 rodova. Rezultirajuća filogenija korištena je za analizu distribucije odabranih morfoloških karakteristika kao što su spolna ornamentacija peludi, oblik oraščića s postojanjem ožiljka od abscisije i njegov oblik te tipovi trihoma. Prepoznate su dvije monofiletske skupine, koje uvelike odgovaraju trenutnom podplemenskom opsegu. Podpleme Salviinae je monofiletsko, uključujući rod Melissa koji je bio rod nesigurnog afiniteta u Mentheae. Podpleme Menthinae nije monofiletsko budući da su Cleonia, Horminum, Hyssopus, Lycopus i Prunella bliže povezani s podtribusom Nepetinae. Iako se nisu mogle otkriti nikakve morfološke sinapomorfije za svaku kladu, čini se da je morfološka varijacija povezana s molekularnom filogenijem. Kružni ožiljak od abscisije bez jasno izražene bočne areole pojavio se uglavnom kod Salviinae, dok je većina vrsta Mentheae i Nepetinae imala jasnu areolu na ožiljku od abscisije. Osim toga, mrežasti seksinski ukras prilično je čest u klasu Menthinae.

## Razdioba

### Podtribusi
1. Menthinae Endl.
2. Lycopinae B.T. Drew & Sytsma in Amer. J. Bot. 99: 945. (2012)
3. Nepetinae Dumort.
4. Prunellinae Dumort.
5. Salviinae Endl.

### Rodovi
Tribus Mentheae Dumort.
1. Lycopus L. (19 spp.)
2. Mentha L. (26 spp.)
3. Cunila D. P. Royen ex L. (20 spp.)
4. Piloblephis Raf. (1 sp.)
5. Monardella Benth. (39 spp.)
6. Pycnanthemum Michx. (19 spp.)
7. Acanthomintha (A. Gray) A. Gray (4 spp.)
8. Monarda L. (22 spp.)
9. Blephilia (L.) Raf. (4 spp.)
10. Conradina A. Gray (5 spp.)
11. Dicerandra Benth. (6 spp.)
12. Thymbra L. (6 spp.)
13. Coridothymus Rchb.f. (1 sp.)
14. Thymus L. (260 spp.)
15. Origanum L. (43 spp.)
16. Zataria Boiss. (1 sp.)
17. Pentapleura Hand.-Mazz. (1 sp.)